# Eisteddfod
Eisteddfod (oznacza siedzący) – walijski festiwal literatury, muzyki i piosenki. 
Tradycja takich spotkań walijskich artystów sięga aż XII wieku, lecz wraz z zanikiem społeczności i tradycji bardów popadała w zapomnienie do końca XVII wieku, gdy w 1701 roku Thomas Jones, wydawca małych czasopism zwanych almanakami zorganizował festiwal w miejscowości Machynllew. Na spotkania przybywają chóry, śpiewacy oraz zespoły taneczne, które biorą udział w konkursie.